# ATOH8
ATOH8 (англ. Atonal bHLH transcription factor 8) – білок, який кодується однойменним геном, розташованим у людей на короткому плечі 2-ї хромосоми.  Довжина поліпептидного ланцюга білка становить 321 амінокислот, а молекулярна маса — 34 644.
| 10         |  | 20         |  | 30         |  | 40         |  | 50         |
| ---------- |  | ---------- |  | ---------- |  | ---------- |  | ---------- |
| MKHIPVLEDG |  | PWKTVCVKEL |  | NGLKKLKRKG |  | KEPARRANGY |  | KTFRLDLEAP |
| EPRAVATNGL |  | RDRTHRLQPV |  | PVPVPVPVPV |  | APAVPPRGGT |  | DTAGERGGSR |
| APEVSDARKR |  | CFALGAVGPG |  | LPTPPPPPPP |  | APQSQAPGGP |  | EAQPFREPGL |
| RPRILLCAPP |  | ARPAPSAPPA |  | PPAPPESTVR |  | PAPPTRPGES |  | SYSSISHVIY |
| NNHQDSSASP |  | RKRPGEATAA |  | SSEIKALQQT |  | RRLLANARER |  | TRVHTISAAF |
| EALRKQVPCY |  | SYGQKLSKLA |  | ILRIACNYIL |  | SLARLADLDY |  | SADHSNLSFS |
| ECVQRCTRTL |  | QAEGRAKKRK |  | E          |  |            |  |            |

A: Аланін

C: Цистеїн

D: Аспарагінова кислота

E: Глутамінова кислота

F: Фенілаланін

G: Гліцин

H: Гістидин

I: Ізолейцин

K: Лізин

L: Лейцин

M: Метіонін

N: Аспарагін

P: Пролін

Q: Глутамін

R: Аргінін

S: Серин

T: Треонін

V: Валін

W: Триптофан

Кодований геном білок за функцією належить до білків розвитку. 
Задіяний у таких біологічних процесах як транскрипція, регуляція транскрипції, диференціація, нейрогенез, поліморфізм, альтернативний сплайсинг. 
Білок має сайт для зв'язування з ДНК. 
Локалізований у цитоплазмі, ядрі.